# Peter Van Rompuy
Peter Van Rompuy (Ukkel, 5 maart 1980) is een Belgisch politicus voor CD&V. Hij is sinds 2012 Vlaams Parlementslid.

## Studies
Van Rompuy is de zoon van de CD&V-politici Herman Van Rompuy en Geertrui Windels. Ook zijn oom Eric Van Rompuy werd politiek actief. Hijzelf werd ook politiek actief voor CD&V: van 2005 tot 2007 was hij lid van het nationaal bureau van Jong CD&V en van 2007 tot 2010 voorzitter van de Jong CD&V-afdeling van Vlaams-Brabant.
Hij studeerde in 2003 af als licentiaat in de rechten aan de Katholieke Universiteit Leuven en ging in 2001 tevens op Erasmus-uitwisseling naar de Universiteit Stellenbosch in Zuid-Afrika. Na zijn studies werkte hij van 2003 tot 2004 als advocaat in vennootschaps- en financieel recht bij het kantoor Eubelius. Daarna was hij van 2004 tot 2007 account manager voor strategische en publieke communicatie bij het strategisch adviesbureau Akkanto, van 2007 tot 2008 medewerker van de CD&V-fractie in de Kamer van volksvertegenwoordigers, waarbij hij zich concentreerde op de dossiers rond overheidsbedrijven en digitalisering, en van 2008 tot 2010 kabinetsmedewerker van minister van Defensie Pieter De Crem. Daarnaast was hij van 2009 tot 2010 columnist voor het weekblad Knack en van 2010 tot 2012 internationaal secretaris voor CD&V.
In juni 2009 was hij als tweede opvolger kandidaat voor de Vlaamse verkiezingen in de kieskring Vlaams-Brabant en kreeg hij 10.081 voorkeurstemmen. Bij de federale verkiezingen van 2007 behaalde hij als 11e opvolger 7.000 voorkeurstemmen. Hij nam voor het eerst deel aan (provincieraads)verkiezingen in 2006 en haalde toen 4.000 voorkeurstemmen.

## Gecoöpteerd senator
Voor de parlementsverkiezingen van juni 2010 stond hij 8e op de Senaatslijst en kreeg 54.949 stemmen. Dit volstond net niet om rechtstreeks verkozen te worden, maar drie weken later werd hij op 29 juni door de algemene vergadering van CD&V aangeduid als gecoöpteerd senator. In de Senaat zetelde Van Rompuy in de commissie Financiën en Economische Aangelegenheden en de commissie Justitie.

## Gemeenteraadslid
In 2012 werd Peter Van Rompuy verkozen als gemeenteraadslid van Leuven. In 2014 verhuisde Van Rompuy naar Beersel, waardoor hij zijn mandaat als gemeenteraadslid in Leuven moest opgeven.. Bij de gemeenteraadsverkiezingen van oktober 2018 werd hij als lijstduwer op de Lijst Burgemeester verkozen in de gemeenteraad van Beersel. Sinds januari 2019 oefent hij de functie van gemeenteraadslid uit.

## Vlaams parlement
Omdat Tom Dehaene na de gemeente- en provincieraadsverkiezingen in oktober 2012 gedeputeerde van Vlaams-Brabant werd, volgde Van Rompuy hem eind 2012 op als Vlaams Parlementslid en verliet hij zo de Senaat. In het Vlaams Parlement werd hij in 2012-2014 vast lid van de commissie Economie, Innovatie, Wetenschapsbeleid, Werk en Sociale Economie en de commissie Brussel en Vlaamse Rand.
Bij de Vlaamse verkiezingen van 25 mei 2014 was Peter Van Rompuy CD&V-lijsttrekker voor de provincie Vlaams-Brabant. Met 32.198 voorkeurstemmen werd hij herverkozen in het Vlaams Parlement. Van eind september 2014 tot begin februari 2019 maakte hij als eerste ondervoorzitter deel uit van het Bureau (dagelijks bestuur) van het Vlaams Parlement en van 2014 tot 2019 was hij ondervoorzitter van de commissie Algemeen Beleid, Financiën en Begroting, alsook bleef hij lid van bovengenoemde commissies. Van Rompuy keerde begin juli ook terug naar de Senaat als deelstaatsenator aangeduid door het Vlaams Parlement.
Begin 2016 gaf Van Rompuy zijn eerste boek uit, Economie zkt geluk, dat zich de vraag stelt hoe we welvarender en gelukkiger kunnen worden. Van Rompuy is ervan overtuigd dat verdere economische groei enkel mogelijk is als we ook groeien in geluk. In 2017 verscheen zijn tweede boek, Democratie zkt. vertrouwen, dat antwoorden zoekt op populisme en extremisme.

### Fractieleider
In februari 2019 werd hij CD&V-fractieleider in het Vlaams Parlement, nadat Koen Van den Heuvel minister werd. Van Rompuy nam hierdoor ontslag als deelstaatsenator. Bij de Vlaamse verkiezingen van 26 mei 2019 was hij opnieuw lijsttrekker in Vlaams-Brabant. Hij werd herkozen in het Vlaams Parlement met 24.974 voorkeurstemmen. Na deze verkiezingen bleef Van Rompuy fractieleider en werd hij tevens lid van de commissie Algemeen Beleid, Financiën, Begroting en Justitie en de commissie Brussel, Vlaamse Rand en Dierenwelzijn. Ook werd hij opnieuw aangesteld als deelstaatsenator. 
In juni 2024 werd Van Rompuy voor de derde keer rechtstreeks verkozen in het Vlaams Parlement, ditmaal met een persoonlijke score van 19.169 stemmen. Ook nu bleef hij fractieleider en deelstaatsenator. Daarnaast werd hij vast lid van drie parlementaire commissies: naast de commissies Algemeen Beleid, Financiën, Begroting, Justitie en Onroerend Erfgoed en Brussel, Vlaamse Rand en Dierenwelzijn ging hij zetelen in de commissie Onderwijs.
- Gemeinsame Normdatei: 110295361X
- Library of Congress Control Number: n2019019531
- Nederlandse Thesaurus van Auteursnamen: 41049383X
- Virtual International Authority File: 342146573930238102379
- WorldCat: E39PBJhH4XkpQptgt98wPXM773